# Gunnar Bylund
Karl Gunnar Bylund, född 19 juli 1915 i Halmstad, död 1 januari 1975 i Norrköpings Borgs församling, var en svensk läkare.
Efter studentexamen i Uppsala 1934 blev Bylund medicine kandidat 1941 och medicine licentiat där 1946. Han innehade olika läkarförordnanden 1946–1948, var förste underläkare vid röntgenavdelningen på Halmstads lasarett 1949–1953, andre underläkare vid Falkenbergs lasarett 1954, förste underläkare vid röntgendiagnostiska avdelningen på Karolinska sjukhuset 1955–1957, t.f. överläkare vid Bollnäs lasarett periodvis 1955–1958, förste underläkare vid Radiumhemmet 1957–1958, biträdande överläkare vid röntgenavdelningen på Hudiksvalls lasarett 1958–1961 och överläkare vid röntgenavdelningen på Söderhamns lasarett 1961–1973, varefter han flyttade till Norrköping.